# Банниковский сельсовет (Курганская область)
Банниковский сельсовет — упразднённые административно-территориальная единица и муниципальное образование со статусом сельского поселения в Каргапольском районе Курганской области Российской Федерации.
Административный центр — село Большое Банниково.
Законом Курганской области от 30.11.2021 № 136 был упразднён 17 декабря 2021 года в связи с преобразованием муниципального района в муниципальный округ.

## История
В соответствии с Законом Курганской области от 6 июля 2004 года № 419 сельсовет наделён статусом сельского поселения.

## Население
| 1989 | 2002 | 2010 | 2012 | 2013 | 2014 | 2015 |
| ---- | ---- | ---- | ---- | ---- | ---- | ---- |
| 881  | ↘784 | ↘745 | →745 | ↗789 | ↘780 | ↗791 |
| 2016 | 2017 | 2018 | 2019 | 2020 |      |      |
| ↘783 | ↘767 | ↗776 | ↘764 | ↘752 |      |      |

## Состав сельского поселения
| № | Населённый пункт  | Тип населённого пункта       | Население |
| - | ----------------- | ---------------------------- | --------- |
| 1 | Большое Банниково | село, административный центр | ↗238      |
| 2 | Деулина           | деревня                      | ↘321      |
| 3 | Малое Банниково   | деревня                      | ↘20       |
| 4 | Салтосарайская    | деревня                      | ↘166      |